# Le Temps qu'il fait
Pour les articles homonymes, voir Le Temps qu'il fait (éditions).
Le Temps qu'il fait est l'unique roman du poète et traducteur breton Armand Robin, publié la première fois courant 1942 mais dont la rédaction débuta aux alentours de 1934-1935 (la première partie y est datée de septembre 1935, les quatre autres de juillet-août 1941).
L'ouvrage a inspiré le nom des éditions Le Temps qu'il fait.

## Récit
Ce roman est une véritable épopée des travailleurs agricoles bretons, de ces paysans dont l'auteur dira dans une lettre à Jean Guéhenno datant du 8 août 1935 : « Il y a ces petits paysans qui me côtoyaient à 14-15 ans : entre deux travaux, ils dérobaient quelques minutes pour aller lire contre un talus un Hugo tout boueux ; j'ai triomphé ; eux ont été vaincus ; ils sont maintenant redevenus couleur de terre, tout gris ; mais leur sort m'émeut plus que celui de ceux qui ont réussi ».
En 1936, Armand Robin confie à la revue Europe un texte intitulé Hommes sans destin, qui se révèlera être la première partie du roman.
Le récit part de la situation où un homme et son fils, Guillerm et Yann, travaillent et voient la mère de celui-ci mourir. Le roman fait alterner récit pur, saynètes de théâtre, épopée en vers ou bien de courts poèmes qui mettent en scène le quotidien des paysans bretons, des sans terre, en les mettant en rapport avec les êtres qui hantent l'univers de ces hommes tels que le Christ et l'Ankoù, aussi bien les chevaux (Treithir, Keingdu ou Keingwenn...), les oiseaux (Sglenn ar Sklintinn...) que des figures historiques telles que Homère, ou personnages du réel tels que les fous, Jeanne… — dans des situations diverses. Toute l'œuvre a pour fil conducteur l'attachement des humbles à la terre qui les entoure et les liens entre les vivants et les morts.